# Luis Alfonso Tut Tun
Luis Alfonso Tut Tun (ur. 22 czerwca 1978 w Acanceh) – meksykański duchowny katolicki, biskup pomocniczy Antequery od 2024.

## Życiorys

### Prezbiterat
Święcenia kapłańskie przyjął 31 lipca 2006 i został inkardynowany do archidiecezji Jukatanu. 

### Episkopat
21 czerwca 2024 papież Franciszek mianował go biskupem pomocniczym archidiecezji Antequera, ze stolicą tytularną Arba. 
22 sierpnia 2024 otrzymał święcenia biskupie, których mu udzielił arcybiskup Pedro Vázquez Villalobos.  